# Peter Schmick
Peter Schmick (* 4. September 1833 in Rothenbergen; † 13. September 1899 in Frankfurt am Main; vollständiger Name: Johann Peter Wilhelm Schmick) war ein deutscher Tiefbauingenieur, der sich besonders um den Bau von Brücken und Wasserleitungen verdient machte.

## Leben
Schmick studierte an der Polytechnischen Schule Karlsruhe und war anschließend im Eisenbahnbau beschäftigt, unter anderem beim Bau der Nassauischen Staatseisenbahn im Lahntal, sowie beim Bau von Brücken (beispielsweise Roermonder Brücke in den Niederlanden).
1861 kam Schmick nach Frankfurt am Main, wo zu dieser Zeit eine Reihe von Projekten zur Kanalisierung und Regulierung des Mains sowie zur Verbesserung der Wasserversorgung geplant wurden. Die Annexion der Freien Stadt durch Preußen 1866 verzögerte jedoch die Ausführung dieser Pläne.
Erst 1869 wurde mit dem Bau des Eisernen Stegs das erste Projekt verwirklicht. Für dieses erste Modell einer versteiften Hängebrücke erhielt Schmick auf der Weltausstellung 1873 in Wien einen Fortschrittspreis.
1871 bis 1873 wurde unter Schmicks Leitung die Fernwasserleitung aus dem Vogelsberg und dem Spessart nach Frankfurt gebaut. Das Wasser aus den Quellen des Biebertales und des Kasselgrundes im Spessart wurde am Aspenhainer Kopf mit dem Wasser aus dem Vogelsberg gesammelt. Von dort floss es über 66 km zu einem ebenfalls neu errichteten Hochbehälter in der Friedberger Landstraße, der die angeschlossenen Haushalte mit Wasser versorgte.
In den Jahren 1872 bis 1878 wurden zwei weitere Mainbrücken gebaut, um die mittelalterliche Alte Brücke zu entlasten. Zunächst entstand 1872 bis 1874 die Untermainbrücke, 1876 bis 1878 die Obermainbrücke (heute Ignatz-Bubis-Brücke). Gleichzeitig wurden die Mainufer in Frankfurt und Sachsenhausen befestigt.
Danach war Schmick vorwiegend außerhalb Frankfurts beschäftigt. Unter seiner Leitung entstanden unter anderem Brücken in Salzburg, Wasserleitungen in Bamberg, Salzburg, Goslar, Karlsbad und Hagen.

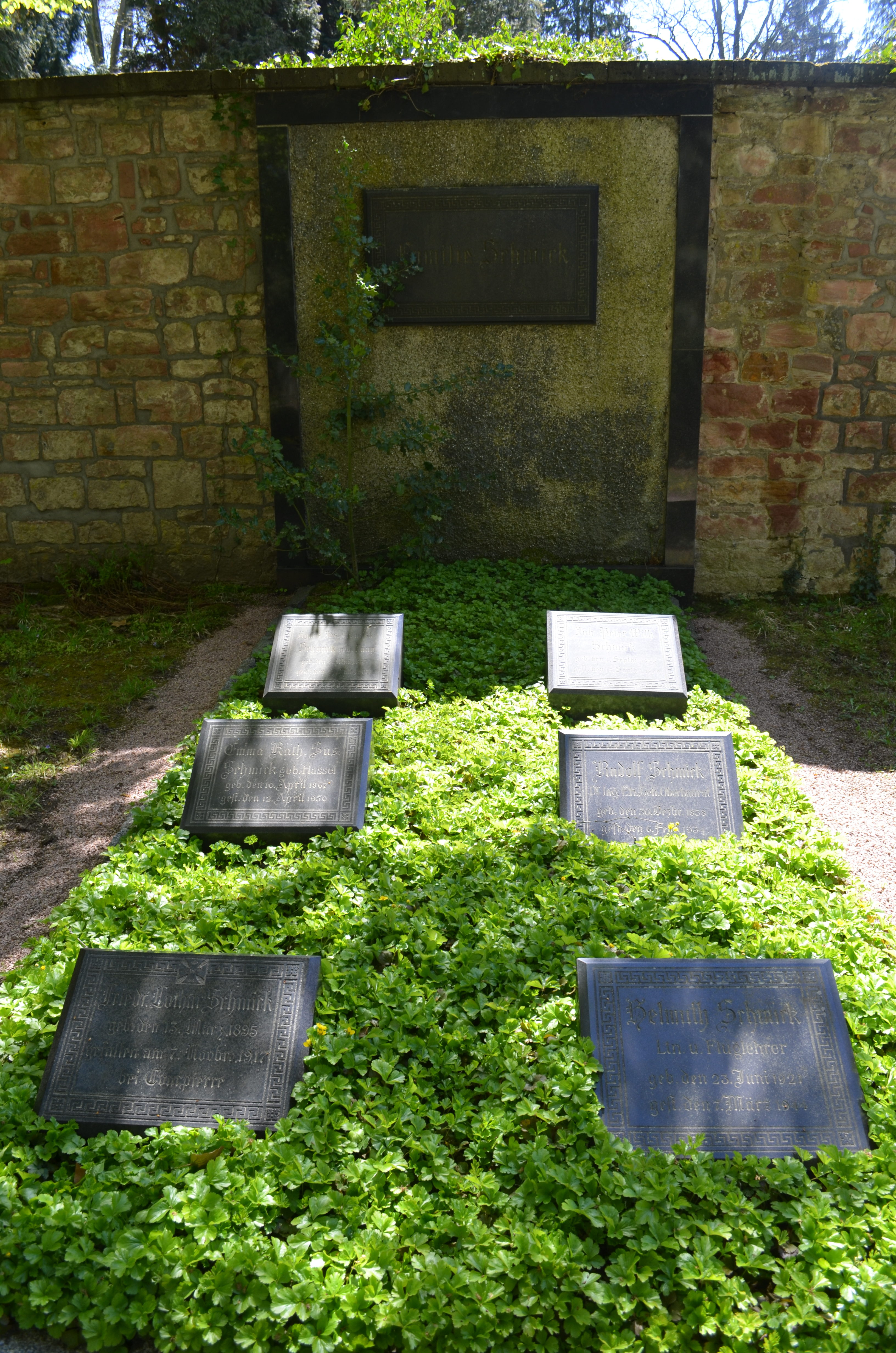
Grab von Peter Schmick

Schmick starb am 13. September 1899 im Alter von 66 Jahren in Frankfurt am Main und wurde auf dem Hauptfriedhof (Gewann J an der Mauer 465a) bestattet. Sein Grab ist ein Ehrengrab Eine Brücke und eine Straße im Frankfurter Osthafen tragen seinen Namen. Er war in Frankfurt ausgesprochen populär, wie der Satz „Kaa Brick ohne Schmick“ belegt, den der Frankfurter Volksmund prägte.